# Ksenofanes (poemat Jerzego Żuławskiego)
Ksenofanes – poemat młodopolskiego poety Jerzego Żuławskiego. Utwór został napisany oktawą, czyli strofą ośmiowersową rymowaną abababcc, układaną jedenastozgłoskowcem.
Śpiewak, wygnaniec i pielgrzym bez ziemi,
starzec już siwy i już wiekiem zgięty,
w struny uderzam dłońmi słabnącemi
i z lutni starej strój dobywam święty —
a póki śmierć mych piersi nie oniemi,
ducha porwawszy w wieczności odmęty,
jak wiatr z jesiennych drzew rwie suchy listek:
Boga wieści ma pieśń — Jeden i Wszystek!